# پشه‌گیر کبود
پشه‌گیر کبود (نام علمی: Polioptila caerulea) نام یک گونه از سرده پشه‌گیرها است.طول این پرنده کوچک حدود 10تا13 سانتی متر است و وزن آن حدود 5-7 گرم است.